# Dynasty Warriors: Strikeforce
Dynasty Warriors: Strikeforce (真・三國無双 MULTI RAID, Shin Sangokumusō Maruchi Reido) est un jeu vidéo de type hack 'n' slash sorti sur PlayStation Portable en 2009 et porté la même année sur PlayStation 3 et Xbox 360.
Le jeu retrace l'histoire des Trois Royaumes.

## Accueil
- Jeuxvideo.com : 12/20[1]